# یاسمیم
یاسمیم (پرتغالی: Yasmim؛ زادهٔ ۲۸ اکتبر ۱۹۹۶) بازیکن فوتبال زن اهل برزیل است.
از باشگاه‌هایی که در آن بازی کرده است می‌توان به باشگاه فوتبال زنان کورینتیانس و بنفیکا اشاره کرد.
وی همچنین در تیم ملی فوتبال زنان برزیل بازی کرده است.